# Little Wenlock
Little Wenlock est une paroisse civile et un village du Shropshire, en Angleterre.